# 西村関一
西村 関一（にしむら せきかづ、1900年6月4日-1979年8月15日）は、日本の牧師、政治家。衆議院議員（3期）、参議院議員（2期）。アムネスティ・インターナショナル日本支部理事長。川北対合衆国事件の時には、減刑嘆願運動の中心的な人物として活動した。

## 生涯
- 1900年（明治33年）- 滋賀県大津市三井寺下の侠客の常世川こと西村由之助と花の長男として生まれる[1]。藤田五郎の『任侠百年史』によると常尾川（桶屋の常吉）は滋賀県の大親分で清水次郎長の子分だった山本政五郎の養子で、次郎長の養子分になった。父由之助は組合教会で侠客から回心してキリスト者になる。
- 1917年（大正6年）- 滋賀県立膳所中学校在学中にキリスト教の洗礼を受ける[1]。
- 1918年（大正7年）- 中学校を卒業し、古川拓殖（伊藤忠合名会社が全額出資してフィリピンに設立した会社[2]）に入社[1]し、フィリピン・ミンダナオ島のダバオにて開拓作業に従事[1]。
- 1919年（大正8年）- アメーバ赤痢・マラリアに罹り、帰国[1]。
- 1920年（大正9年）- 山口県秋吉台の本間俊平に薫陶を受ける。同年12月、一年志願兵として、大津の兵営に入隊[1]。
- 1921年（大正10年）- 見習い士官[1]。
- 1922年（大正11年）- 神奈川県小田原市の田中組に入り、丹那トンネル開削鉄道建設の業務に従事するが、病に罹り近江に帰る。同年12月、ウィリアム・メレル・ヴォーリズの近江ミッションに参加[1]。
- 1927年（昭和2年）- 自由メソジスト神学校卒業[1]。
- 1944年（昭和19年）- 敦賀連隊に入隊し、歩兵小隊長として、中支の嵐部隊に配属[1]。
- 1946年（昭和21年）- 日本基督教団堅田教会牧師[1]。
- 1952年（昭和27年）- 大阪基督教短期大学講師（農村伝道を担当）[1]。
- 1954年（昭和29年）10月 - 日本社会党入党。同年12月の第3回滋賀県知事選挙の革新統一候補に推されるが、辞退[1]。
- 1955年（昭和30年）- 近江兄弟社を退社[1]し第27回衆議院議員総選挙滋賀県全県区に左派社会党から出馬し、落選。
- 1958年（昭和33年）- 第28回衆議院議員総選挙で初当選。以後当選3回。
- 1967年（昭和42年）1月 - 第31回衆議院議員総選挙で落選。
  - 6月 - 西川甚五郎の議員在任中の死去に伴う第6回参議院議員通常選挙滋賀県選挙区補欠選挙で当選。以後当選2回。
- 1970年（昭和45年）- 勲二等瑞宝章受章[1]。
- 1974年（昭和49年）- 近江兄弟社理事長就任（1975年3月まで）[1]。
- 1976年（昭和51年）- 猪俣浩三元日本社会党衆議院議員の後任として、アムネスティ・インターナショナル日本支部理事長に就任[1]。
- 1979年（昭和54年）- 滋賀医科大学医学部附属病院において死去。叙・正四位[1]。

## 人物
新東京国際空港（現・成田国際空港）の一坪共有地の名義人の1人であった。

## 著書
- 『イスラエル・インド旅行』1954年